# 石曽根村
石曽根村（いしぞねむら）は、かつて新潟県刈羽郡にあった村。石曾根村と表記される場合がある。

## 沿革
- 1889年（明治22年）4月1日 - 町村制施行に伴い刈羽郡石曽根村が村制施行し、石曽根村が発足。
- 1901年（明治34年）11月1日 - 刈羽郡森近村、山室村、大沢村と合併し、南鯖石村となり消滅。